# Przylądek Blok
Przylądek Blok (ang. Block Point) – przylądek na Wyspie Króla Jerzego, w południowej części Zatoki Staszka (zachodnia część Zatoki Admiralicji). Zbudowany jest z dużych bloków skalnych (stąd nazwa). Na południe od przylądka do Zatoki Staszka wpada Potok Fosa. Przylądek znajduje się na terenie Szczególnie Chronionego Obszaru Antarktyki "Zachodni brzeg Zatoki Admiralicji" (ASPA 128).